# TIT Budapesti Planetárium
A TIT Budapesti Planetárium egy planetárium a Népligetben, melyet a Tudományos Ismeretterjesztő Társulat (TIT) üzemeltetett. A planetárium célja a tudományos ismeretterjesztés szolgálata volt és az, hogy hidat alkosson a csillagászat és a nagyközönség között. 2010-ig a Planetárium épületében működött a lézer-show előadásairól ismert LézerSzínház.
2016. augusztus 22-én nagy mennyiségű eső esett Budapesten, melynek következtében az épület olyan komolyan beázott, hogy biztonsági okokból be kellett zárni. 2016. október 12-én nyitotta meg újra kapuit a Planetárium, melynek kármentési munkálatait maga az intézmény végezte el. Az épületben bizonyos helyiségek részben vagy egyáltalán nem használhatók és az előadások nézőszámát is 150-re korlátozták a korábbi 350-ről.
Az épület teljes körű felújításra és korszerűsítésre szorul, mert feladatait a kialakult körülmények hatására korlátozottan képes csak ellátni. A rossz állapotok miatt az épület 2017. június 18-án bezárt, az újranyitását a felújítást követően 2019-re tervezték, de a munkák elhúzódtak, 2024 elején egyelőre nincs becslés sem, mikor nyithat újra.

## Története
A magyarországi planetárium létesítésének ötletét először az 1920-as években vetette fel Tass Antal, a Svábhegyi Csillagvizsgáló igazgatója.
Az első hazai planetárium-műszer beszerzését Kulin György (1905–1989) csillagász szorgalmazta, aki az 1940-es évek elején a Honvédelmi Minisztériumnál kijárta, hogy vásároljanak egy UNIVERSAL-II típusú planetárium-műszert a német Carl Zeiss AG-tól. A műszer 1944-ben érkezett az országba, de hamarosan nyoma veszett a háborúban.
Később Kulin György újra próbálkozott és kezdeményezte egy planetárium létrehozását. Ennek eredményeként érkezett a Budapesti Nemzetközi Vásárra (BNV) a Zeiss művek ZKP-1 típusú planetárium-műszere, mellyel 1961-től a Vidám Parkban hét éven át tartottak bemutatókat. Az egy-csillaggömbös kisplanetárium-műszert 1975-től a Pécsi TIT Stúdióban működtették.
A Tudományos Ismeretterjesztő Társulat (TIT) 1966-ban megrendelt a jénai Zeiss művektől egy korszerű kétgömbös projekciós planetáriumot (UNIVERSAL-VI típusú planetárium-készülék), mely 1969-ben érkezett meg, de akkor még nem volt alkalmas hely a felállítására. A Planetárium új épületének helyszíneként az elmúlt két évtized folyamán felmerült a Margit-sziget és a Gellért-hegy, de mivel ezekre nem kapott a Társulat építési engedélyt, 1971-ben a Népliget mellett döntöttek, ahol 1975-ben kezdődött meg az építkezés Lux László és Tömöry Tamás tervei alapján, melyek 1972-1973-ban készültek. Az alapkőletételre 1975. május 28-án került sor.
A TIT Budapesti Planetárium épületét 1977. augusztus 17-én adták át, az első csillagászati műsort augusztus 20-án mutatták be. Az épület pontosan félgömb alakú kupolája 23 méter átmérőjű, alapterülete közel 1000 négyzetméter. Nézőtere 400 személy, elő- és kiállítási csarnoka 500 személy befogadására alkalmas. A Planetárium első igazgatója Ponori Thewrewk Aurél volt.
A Planetáriumban működött a LézerSzínház, mely első fényszínház előadását Lézerofónia címmel tartotta 1980 áprilisában. A következő 25 évben a közhasznú Multimédia Stúdió Művészeti Egyesület által fenntartott színházban bemutatott 47 fényjátékot közel 700 ezer néző láthatta. A LézerSzínház 2005 áprilisában megtartotta az egyhetes I. Lézer Fesztivál-t, melyen naponta más-más csoportok által készített lézer-show volt látható. Az évek folyamán a Lézerszínház olyan népszerű előadók és zenekarok fénykoncertjeit mutatta be, mint Mike Oldfield (1983), Led Zeppelin (1987), Genesis (1987), Jean-Michel Jarre (1987), Depeche Mode (1989), U2 (1990), Madonna (1999), AC/DC (2007).
Ponori Thewrewk Aurél 1981-es nyugdíjba vonulását követően az intézmény igazgatói posztját dr. Horváth András űrkutató-csillagász vette át.
A Planetárium 25 éve alatt mintegy 3,5 millió látogatója volt az intézménynek, nyilatkozta dr. Horváth András, a Planetárium igazgatója 2002-ben.
2005-ben pereskedés kezdődött a TIT és a LézerSzínház között a Planetárium tulajdonjogára vonatkozóan.
2006-ban dr. Lorencz Kinga fizikus vette át a Planetárium vezetését.
Fennállásának 30. évfordulóját egy szakmai találkozó keretében ünnepelte a Planetárium 2007. augusztus 22-én, melyen csillagászok, pedagógusok és érdeklődő fiatalok vettek részt. Az ünnepségen emlékplaketteket adtak át az intézmény korábbi és akkori négy dolgozójának dr. Horváth Andrásnak, aki 25 évig volt a Planetárium igazgatója, Varga Lászlónak, Mátis Andrásnak és Gesztesi Albertnek. Szintén az évforduló alkalmából, 2007. augusztus 25-én 10-15 óráig nyílt napot tartottak, amelyen rövid előadásokat tartottak az intézmény történetéről, technikai hátteréről és műsorkínálatáról.
2008. június 6-án született meg az elsőfokú ítélet a 2005-ben kezdődött perben, mely szerint a TIT felmondása és tulajdoni igénye nem megalapozott. 2008. november 18-án állt helyre időlegesen a rend, a LézerSzínház újra tarthatott előadást a Planetáriumban, de végül csak 2010-ig maradhattak az épületben.
Mivel a Planetáriumban immár közel 40 éve működő planetárium-készülék műszaki élettartamának végéhez közeledik, ezért a jövőben célszerű lenne egy új készülék beszerzése. Korábban Szász Mária és Labádi Zoltán készített terveket a Planetárium fejlesztésére.

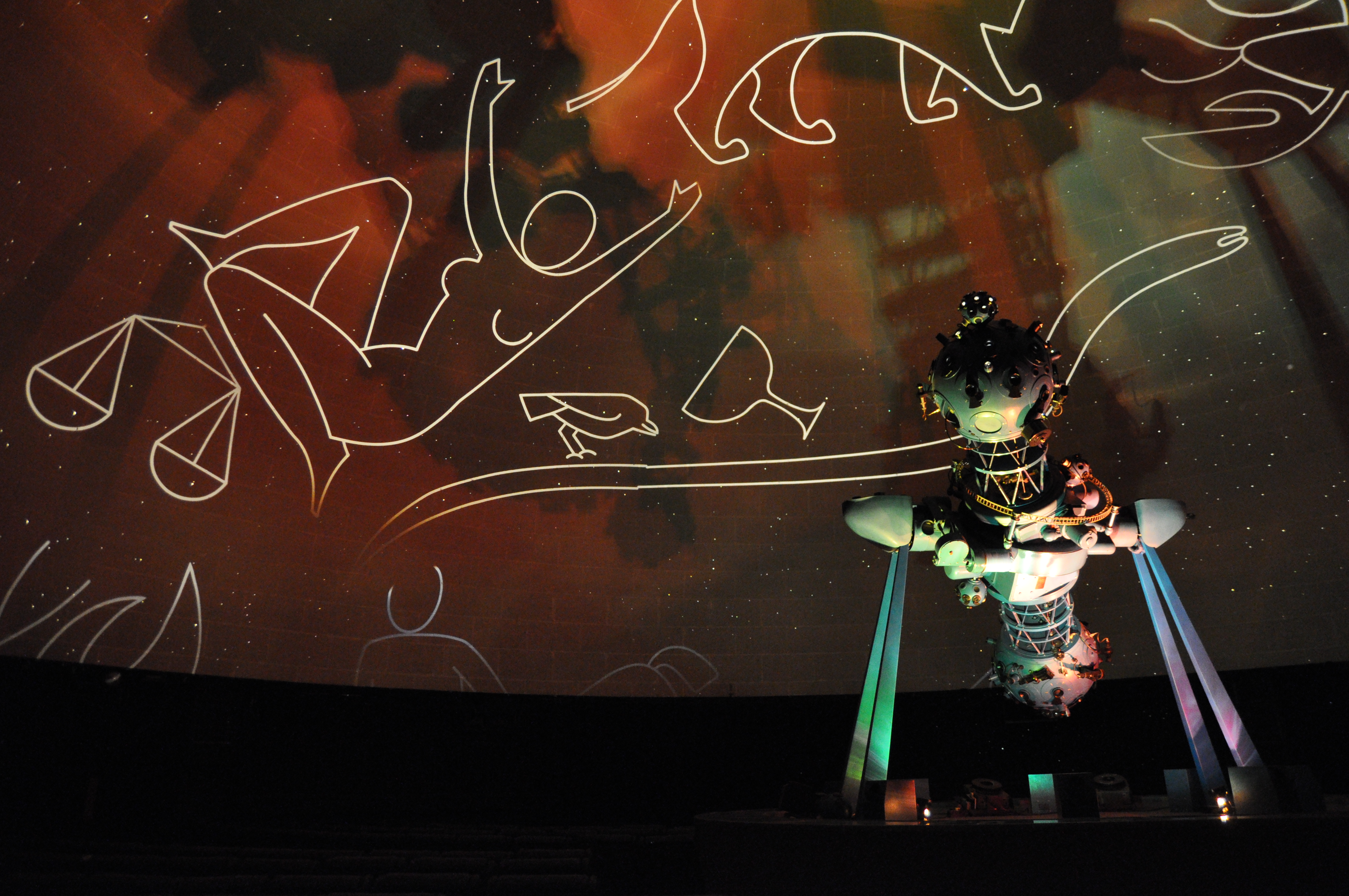
Falra vetített, stilizált csillagképek, jobbra a vetítő szerkezet látható

Az épület 2015-ös és 2016-os évben történt beázásait követően nyilvánvalóvá vált, hogy a Planetárium teljes körű felújításra és korszerűsítésre szorulna, melynek 2,6 milliárd forintra becsült összegét a többségi tulajdonos saját forrásból nem tudja biztosítani. A telek az államé és a fővárosé, míg az épület 1997 óta a TIT tulajdona 81 százalékban, a magyar állam 19 százalékban tulajdonosa az épületnek. Újságírói megkeresésre az EMMI Sajtó- és Kommunikációs Főosztálya a következő tájékoztatást adta: „A kormány kiemelkedően fontosnak tartja a tudományos ismeretek széleskörű terjesztését, a természettudomány területén a tudás átadását. A Népliget átfogó rekonstrukciója fejlesztési tervében szerepel a Planetárium épületének, műszaki berendezéseinek felújítása. Erről a Kiemelt Beruházások Központja készített előterjesztést, mely várhatóan még idén – vagyis 2016-ban – a kormány elé kerül.”
Az 1329/2016. (VII. 1.) kormányhatározatban, mely „az egyes kiemelt budapesti beruházásokért felelős kormánybiztos kinevezéséről és feladatairól” szól a g) pontban a következő olvasható: „a Népliget fejlesztési tervének elkészítése és a Népliget megújítását szolgáló fejlesztési program megvalósítása”.
2017. június 18-án a budapesti planetárium a rossz állapota miatt bezárt. Azóta folyamatosan pusztul.

## Tevékenysége
A Planetárium tevékenysége a következő területekre terjed ki:
- csillagászati-űrkutatási műsorok készítése és bemutatása,
- ismeretterjesztő kiadványok készítése,
- ismeretterjesztő kiállítások szervezése,
- egyéb műsorok szervezése,
- műszaki fejlesztések.

## Külső hivatkozások
- Zeiss Planetarien (németül)
- Csillagrapszódia a kupola alatt, Lechner Tudásközpont, 2016. október 15.